# Trencsénzávod
Trencsénzávod (1899-ig Zavada, szlovákul Trenčianska Závada) Nemsó városrésze Szlovákiában, a Trencséni kerületben, a Trencséni járásban.

## Fekvése
Nemsó központjától 5 km-re északnyugatra fekszik.

## Története
A 18. század végén Vályi András így ír róla: „ZAVADA. N. Zavada. Tót faluk Trentsén Várm. földes Uraik Gr. Illésházy, és több Uraságok, fekszenek Nemsovának, és Podszkálnak szomszédságjokban; határjaik soványak.”
Fényes Elek 1851-ben kiadott geográfiai szótárában így ír a faluról: „Zavadá, Trencsén vm. tót f. a Vágh jobb partján: 172 kath. lak. F. u. a dubniczai uradalom. Utol. post. Trencsén.”
1910-ben 202, túlnyomórészt szlovák lakosa volt. A trianoni békéig Trencsén vármegye Puhói járásához tartozott.
1976-ban csatolták Nemsóhoz.

## Külső hivatkozások
1. Trencsénzávod Szlovákia térképén

## Lásd még
- Nemsó
- Kulcsos
- Liborcsudvard